# Милиция Украины
Милиция Украины (укр. Міліція України) — правоохранительный орган Украины. Существовал с 1990 до 2015 года, когда был преобразован в Национальную полицию Украины.

## История
20 декабря 1990 года был принят Закон УССР «О милиции». В статье 1 Закона указывалось, что «милиция в УССР — государственный вооруженный орган исполнительной власти, который защищает жизнь, здоровье, права и свободы граждан, собственность, природную среду, интересы общества и государства от противоправных посягательств». День принятия закона считается датой рождения украинской милиции. 14 декабря 1992 года президент уже независимой Украины издал указ об объявлении 20 декабря праздником — Днём милиции.
С провозглашением независимости Украина переподчинила себе все милицейские части, находившиеся на территории УССР. Вступили в силу Законы Украины «О внесении изменений и дополнений в Закон Украинской ССР „О милиции“» от 19 июня 1992 года, «Об оперативно-розыскной деятельности» от 18 февраля 1992 года, «О пенсионном обеспечении военнослужащих и лиц начальствующего и рядового состава органов внутренних дел» от 9 апреля 1992 года. 7 октября 1992 года распоряжением Президента Украины было утверждено «Положение о Министерстве внутренних дел Украины». В этом же году был основан профсоюз аттестованных работников ОВД Украины.
Начиная с 17 января 1992 года сотрудники украинской милиции начали приносить присягу народу. Этот процесс продолжался до конца месяца. Большинство милиционеров приносили присягу на украинском языке, но, кто хотел, мог сделать это и на русском. Чётко определённого протокола церемонии не было, поэтому проходили они везде по разному. Количество зарегистрированных преступлений в 1992 году составляла 431 500, что на 18,7 % больше, чем в прошлом. Свыше 367 тыс. составляли преступления по линии уголовного розыска, что на 25,7 % превышало показатели 1991 года. Количество уголовных дел, находившихся в производстве следователей ОВД за 10 первых месяцев 1992 года, на 88 тыс. превышала прошлогодние данные, а по сравнению с 1987 годом она возросла в два с половиной раза. Существенное увеличение нагрузки на следователей привело к качественным потерям личного состава. Так, в период 1988—1992 годов из следственных подразделений уволилось 2714 работников, из них 1976 перешли на другую службу и лишь 8,7 % вышли на пенсию. В итоге следствие потеряло около двух третей кадров, которые составляли его профессиональное ядро, а некомплект кадров превысил 550 человек. Удельный вес следователей с высшим юридическим образованием сократилась до 63,8 %, а каждый седьмой (13,7 %) следователь не был юристом по специальности. А в Винницкой, Одесской, Херсонской, Луганской и Кировоградской областях удельный вес следователей с высшим юридическим образованием едва достигал 40-50%.
В 1990-х годах начали создаваться первые милицейские спецподразделения: «Беркут», отдел быстрого реагирования «Сокол», горнострелковый батальон «Кобра», Внутренние войска, антитеррористическое подразделение «Скорпион» и др. Это позволило более быстро реагировать на ситуацию с организованной преступностью, которая бушевала в 90-е, и предотвращать преступления. Для примера: «Беркут» ежедневно предотвращал около 30 преступлений, бойцы отрядов «Сокол» только за первые 15 лет деятельности провели 6,5 тыс. операций, участвовали в задержании 9000 злоумышленников и 250 лидеров организованных преступных групп.
В 1996 году Кабинет министров утвердил положение «О Государственной автомобильной инспекции Министерства внутренних дел Украины».
18 июля 1995 года бойцы спецподразделения «Беркут» и Внутренних войск участвовали в церемонии похорон патриарха УПЦ КП Владимира.
В 2000—2001 годах милиция охраняла общественный правопорядок во время акций протеста «Украина без Кучмы». 9 марта 2001 года произошли столкновения демонстрантов с правоохранителями. Сначала протестующие в парке Шевченко в Киеве пытались прорвать ряды милиции во время традиционного возложения президентом Леонидом Кучмой цветов к памятнику Тарасу Шевченко. Между 9-ю и 10-ю утра милиция задержала нескольких демонстрантов и доставила их в столичное управление МВД. Следующий этап столкновений произошёл возле здания Администрации президента — некоторые протестующие отделились от основной колоны подбежали к изгороди, начали разъединять и перебрасывать турникеты. Милиционеры бросали в толпу дымовые шашки, камни. В ответ участники акции попытались оттеснить ряды правоохранителей — милиция применила дубинки и слезоточивый газ. Хорошо экипированные бойцы «Беркута» преобладали митингующих численностью, подготовкой, однако впоследствии активистов «Украины без Кучмы» обвинят именно в нанесении телесных повреждений работникам милиции. Столкновения под Администрацией длились примерно тридцать-сорок минут и завершились отступлением протестующих. 4 июня 2001 года СБУ официально возбудила уголовное дело по части 2 статьи 71 Уголовного кодекса Украины (в действовавшей на тот момент редакции 1960 года), «причинение крупного материального ущерба государству» и «причинение телесных повреждений значительному количеству работников милиции» против 19 участников акций протеста.
В 2002—2003 годах милиционеры также охраняли порядок в Киеве во время акций протеста «Восстань, Украина!». Основной локацией демонстрантов была площадь возле Администрации президента. 17 сентября, около 03:30, милиция начала окружать палаточный городок. В ответ на это участники акции протеста выставили по периметру палаток свою охрану. В 04:00 правоохранители начала штурм, «сначала смели охранный периметр», затем с применением щитов и дубинок начали разрушать палатки. В 05:50 зачистка городка уже закончилась, все палатки вывезли грузовыми машинами. Милиционеры помогали судебным исполнителям выполнить решение Шевченковского суда, согласно которому было запрещено проводить акции в центре Киева. Некоторое время после того на месте оставались протестующие и народные депутаты, окруженные милицией. Несколько десятков человек были задержаны.

## Знаки различия
|        | Курсанты | Рядовые         | Младшие офицеры         | Младшие офицеры | Младшие офицеры         | Младшие офицеры  | Младшие офицеры   | Младшие офицеры           |
| ------ | -------- | --------------- | ----------------------- | --------------- | ----------------------- | ---------------- | ----------------- | ------------------------- |
| Погон  |          |                 |                         |                 |                         |                  |                   |                           |
| Звание | Курсант  | Рядовой милиции | Младший сержант милиции | Сержант милиции | Старший сержант милиции | Старшина милиции | Прапорщик милиции | Старший прапорщик милиции |

|        | Средние офицеры           | Средние офицеры   | Средние офицеры           | Средние офицеры | Старшие офицеры | Старшие офицеры      | Старшие офицеры   | Высшие офицеры        | Высшие офицеры            | Высшие офицеры            |
| ------ | ------------------------- | ----------------- | ------------------------- | --------------- | --------------- | -------------------- | ----------------- | --------------------- | ------------------------- | ------------------------- |
| Погон  |                           |                   |                           |                 |                 |                      |                   |                       |                           |                           |
| Звание | Младший лейтенант милиции | Лейтенант милиции | Старший лейтенант милиции | Капитан милиции | Майор милиции   | Подполковник милиции | Полковник милиции | Генерал-майор милиции | Генерал-лейтенант милиции | Генерал-полковник милиции |

## Галерея

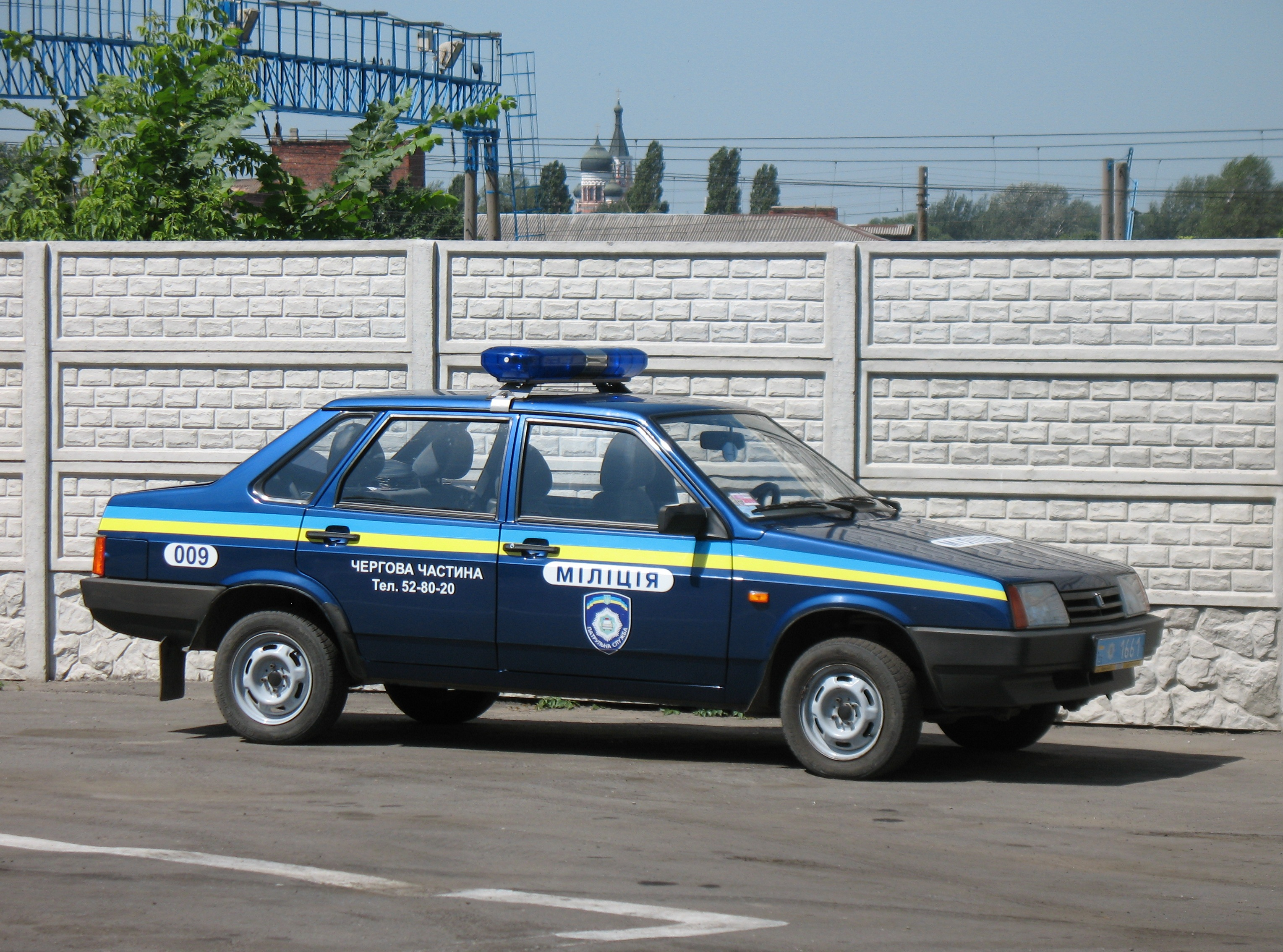
Милицейский автомобиль ВАЗ-21099 в Харькове, 2012 год
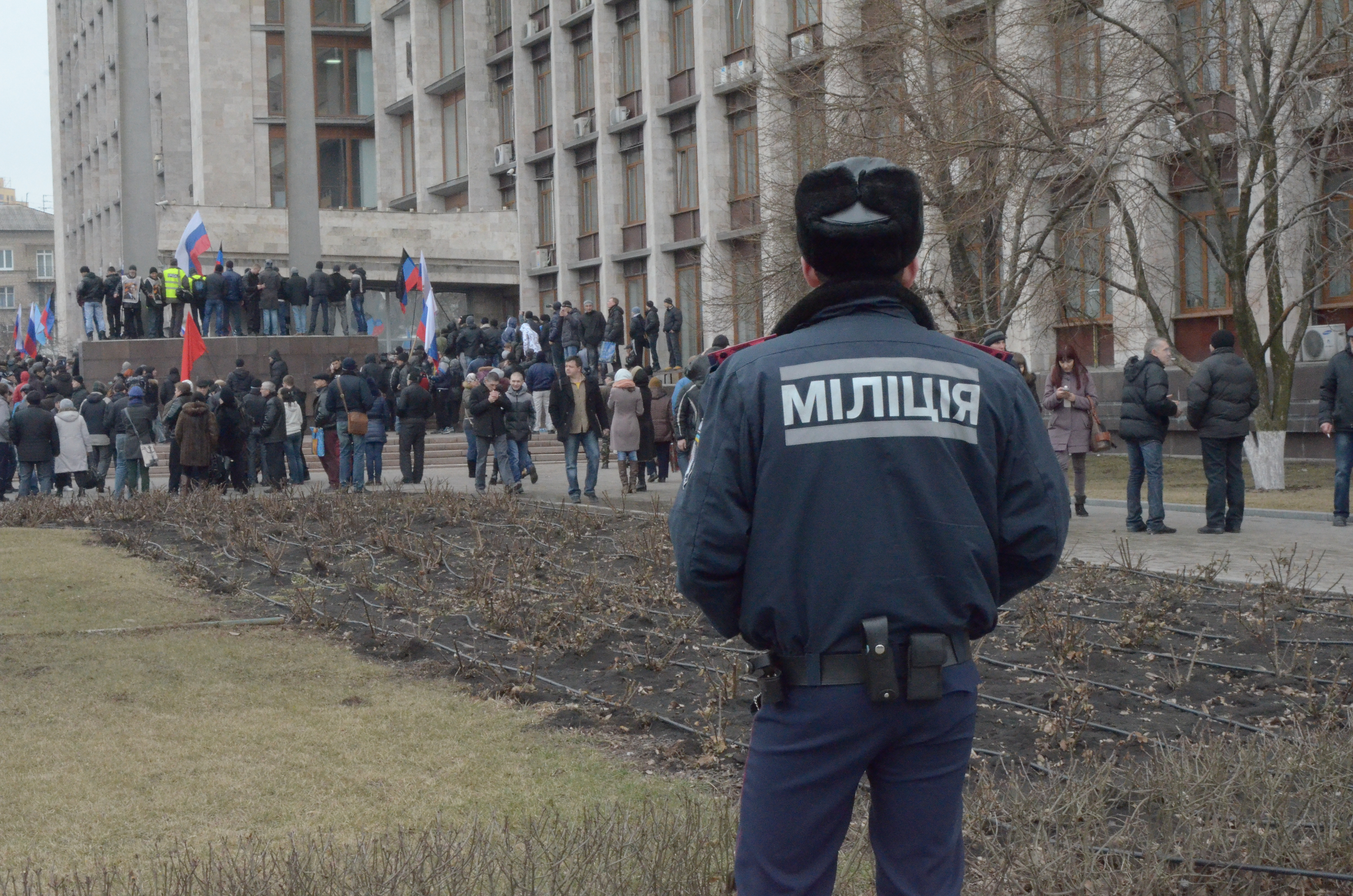
Сотрудник милиции в зимней форме одежды, весна 2014 года
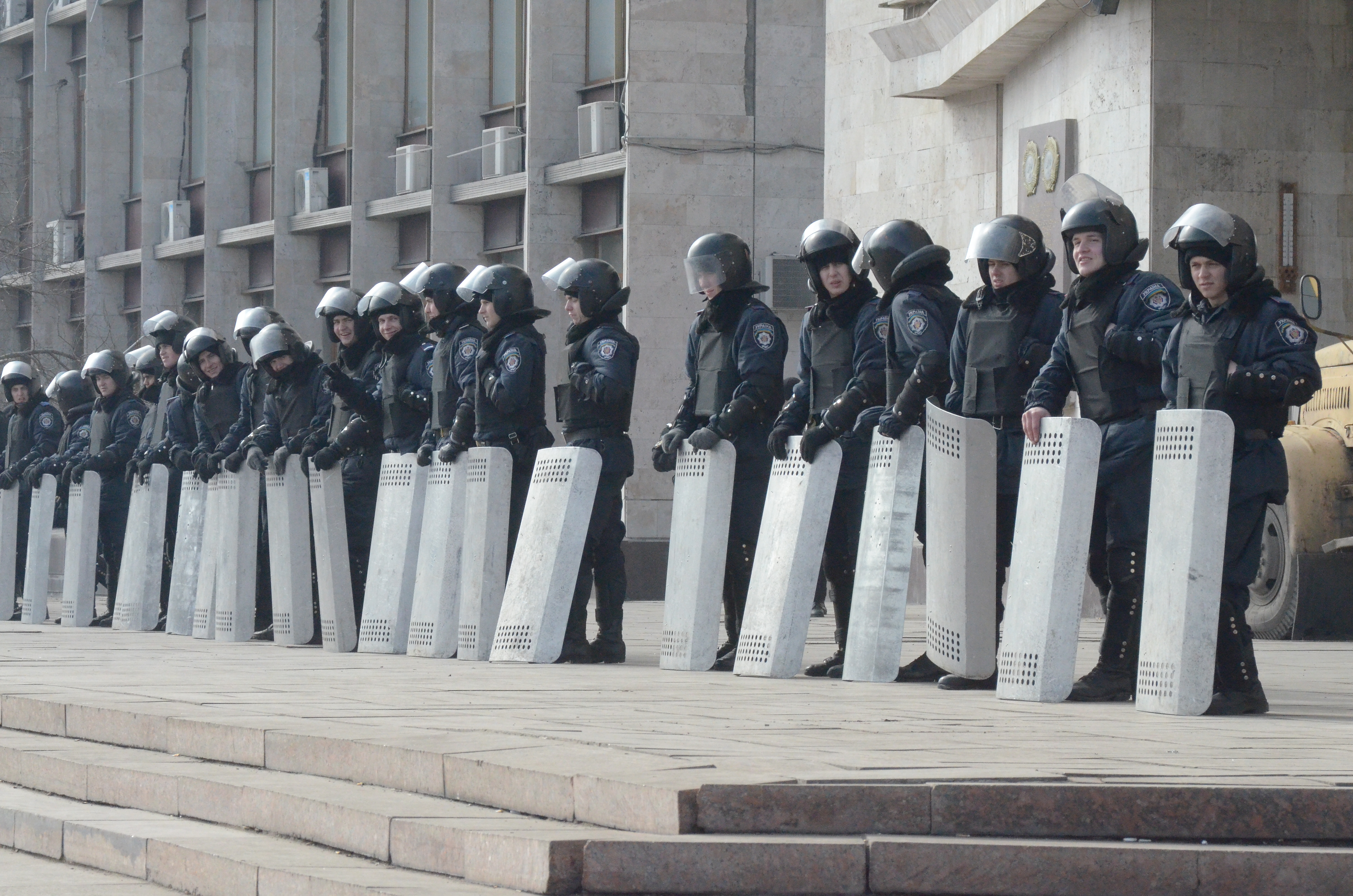
Специальный отряд милиции
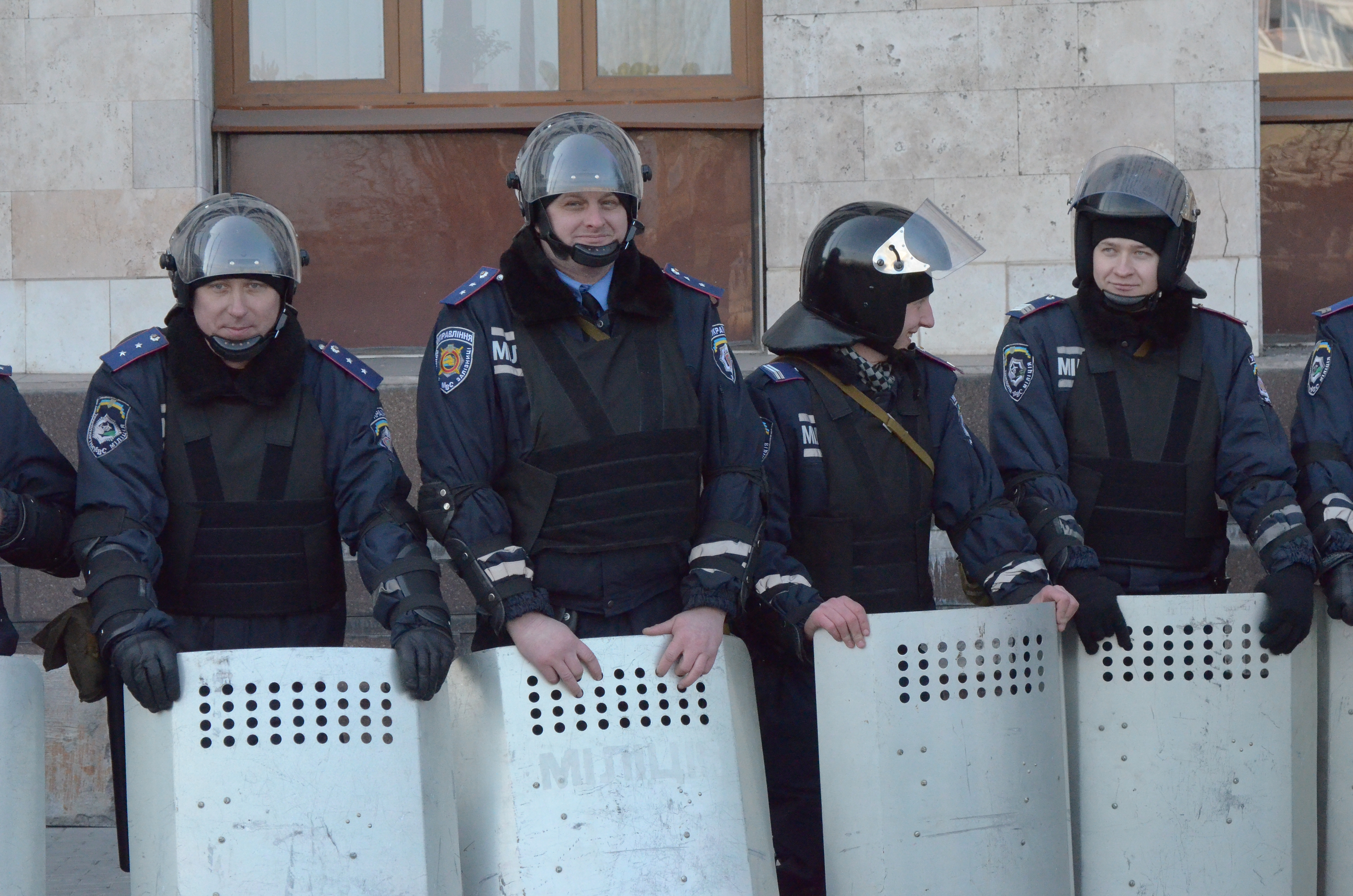
Специальный сводный отряд милиции
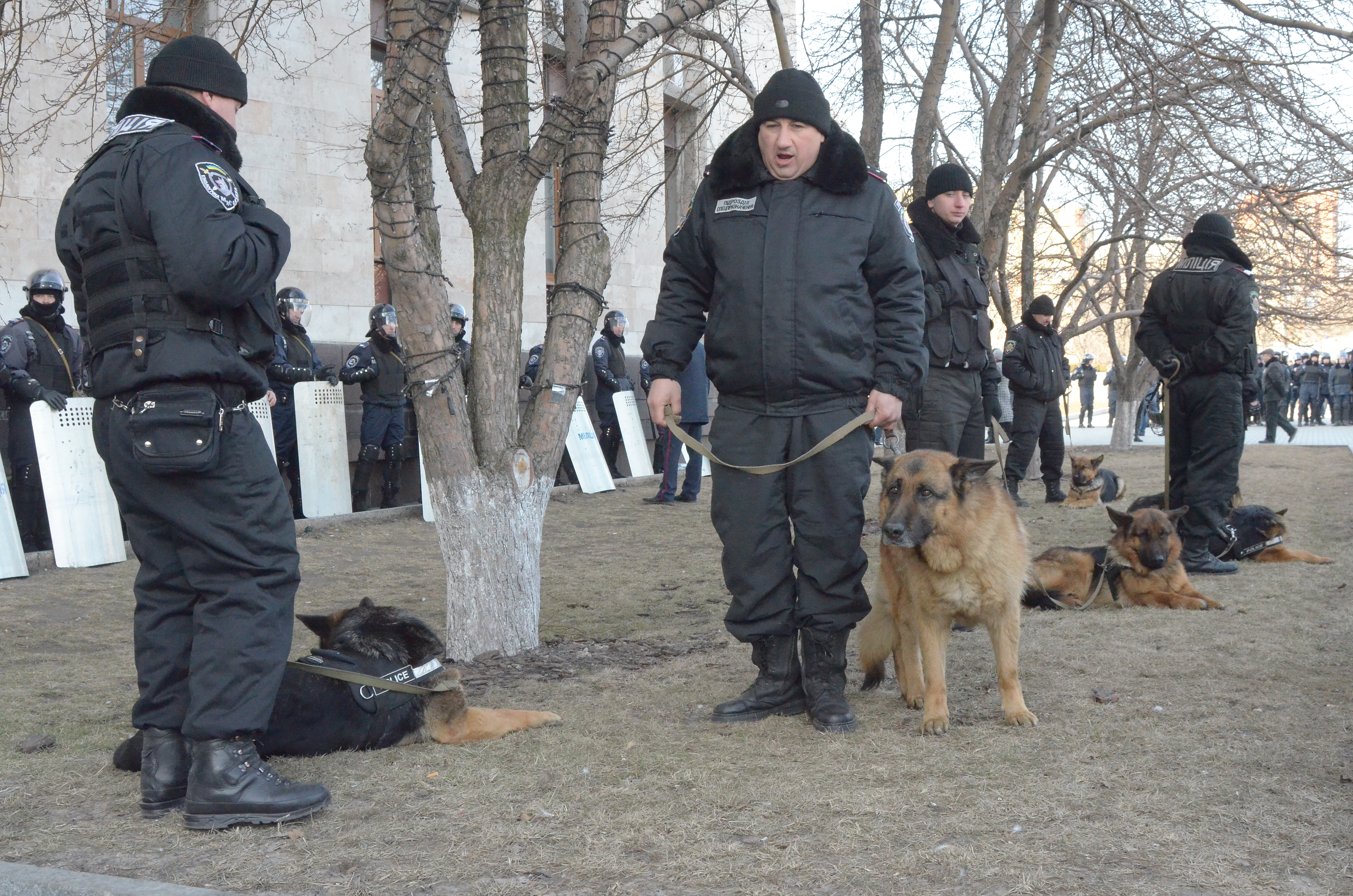
Кинологическая служба
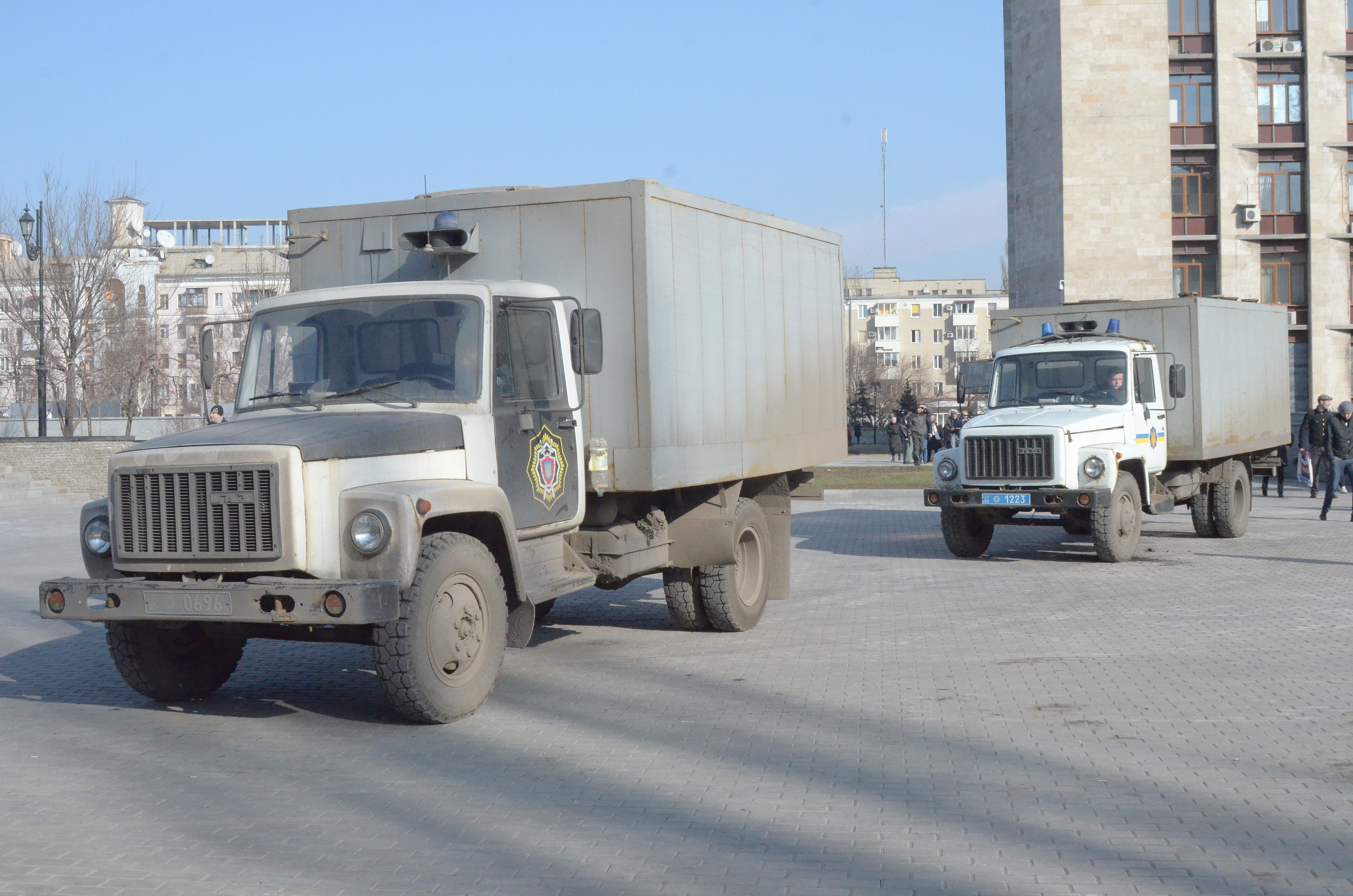
Автозаки милиции
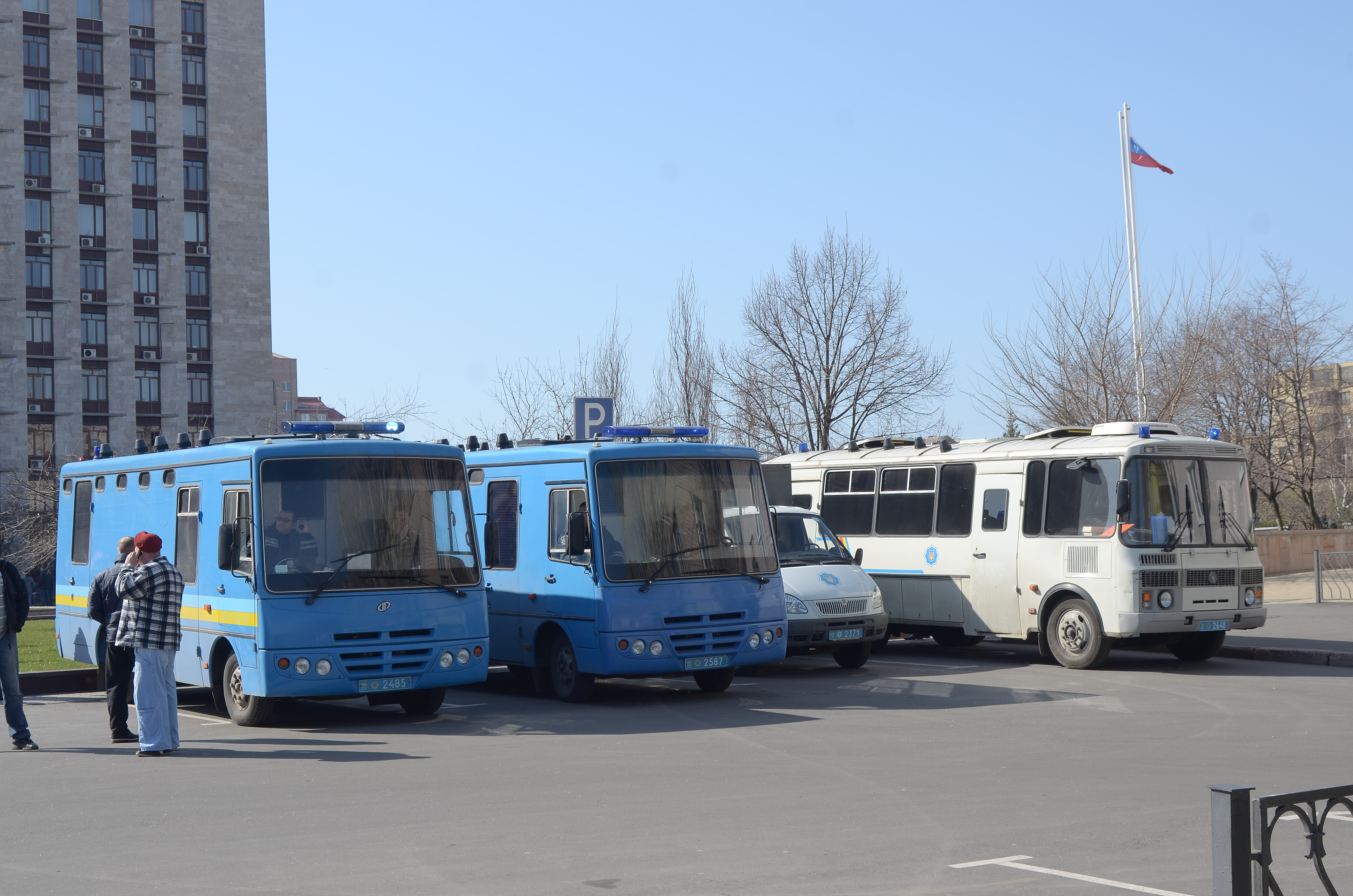
Автозаки милиции
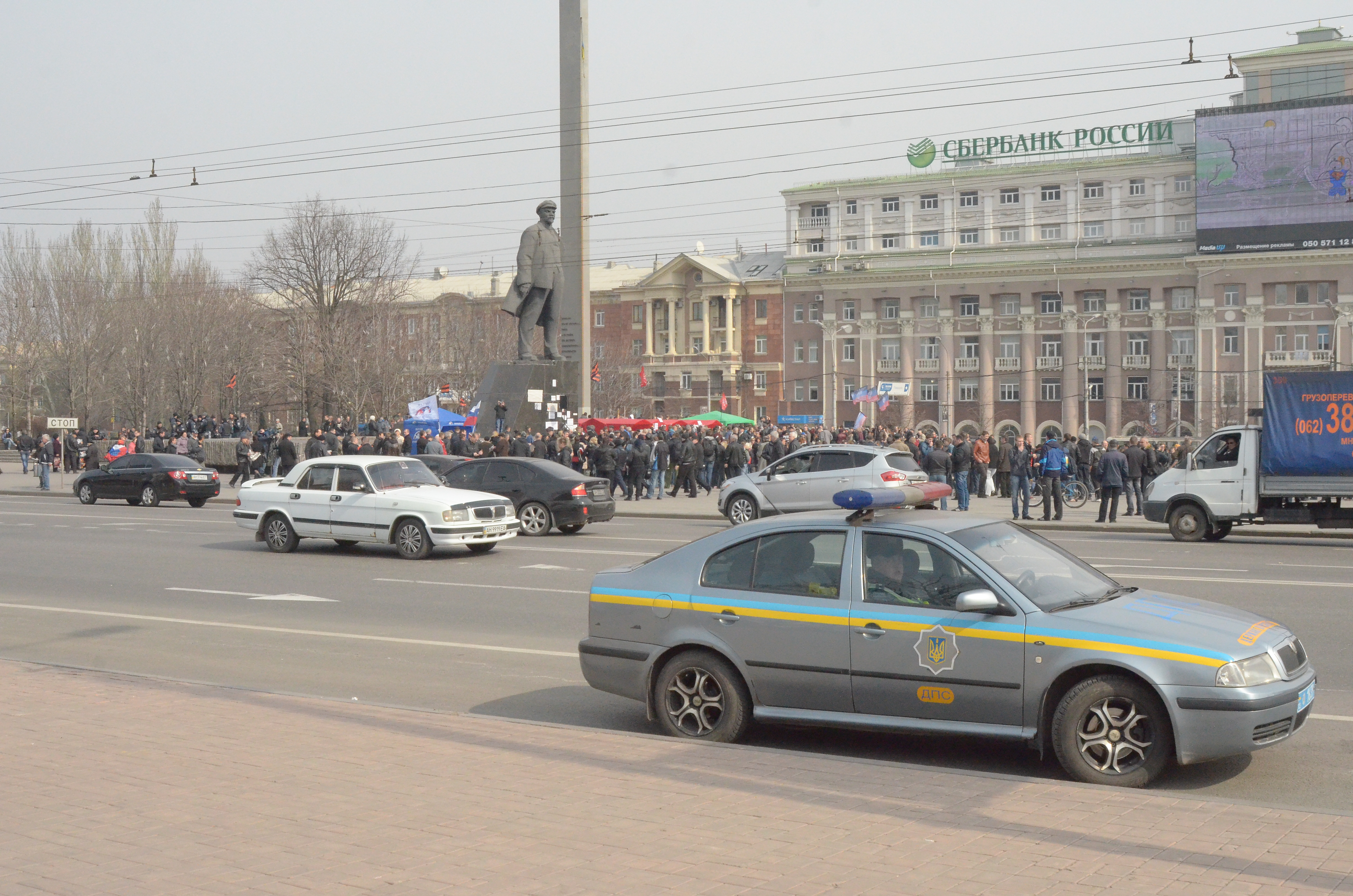
Милицейская Skoda Octavia
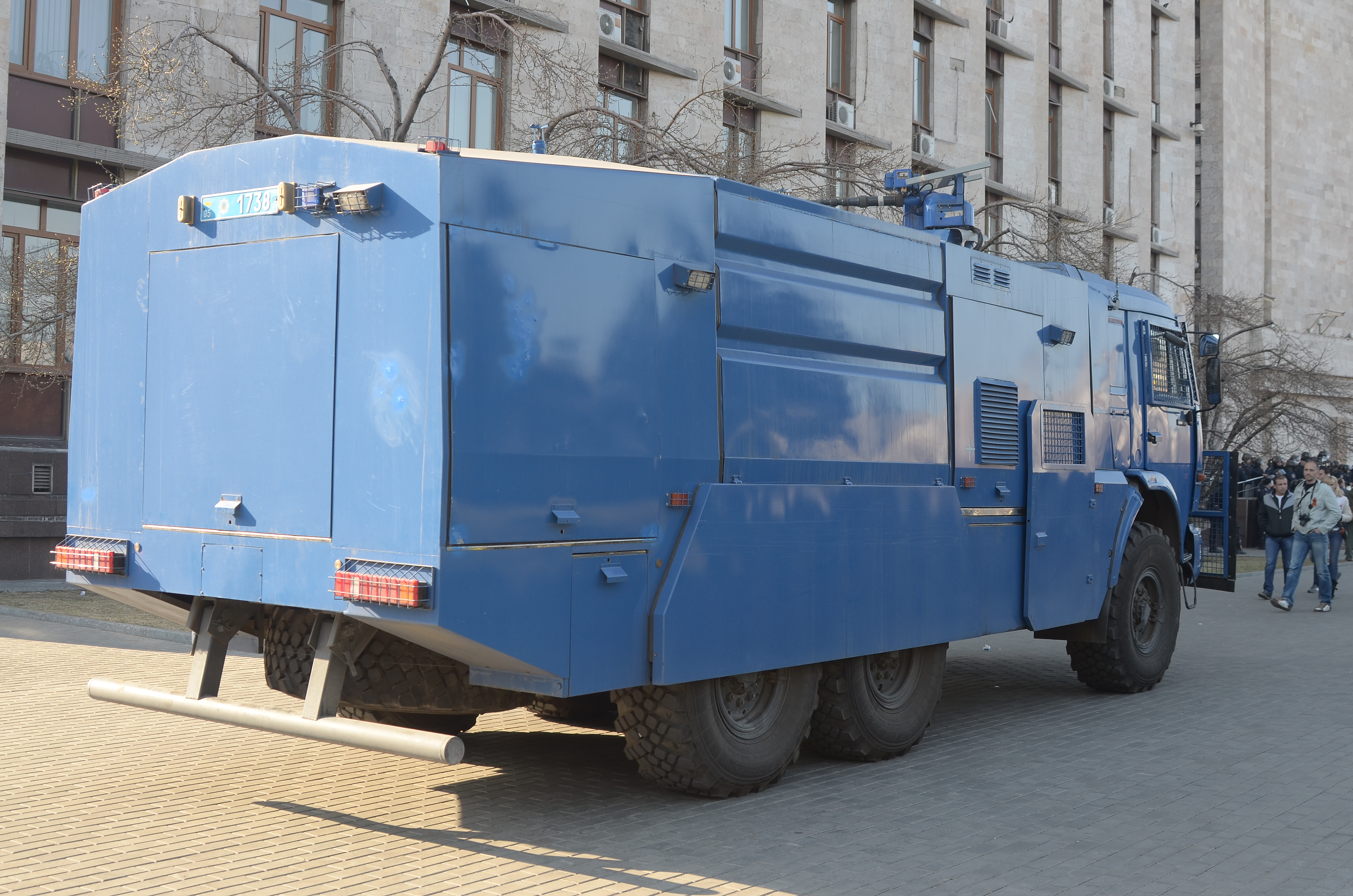
Водометный автомобиль на базе КамАЗ
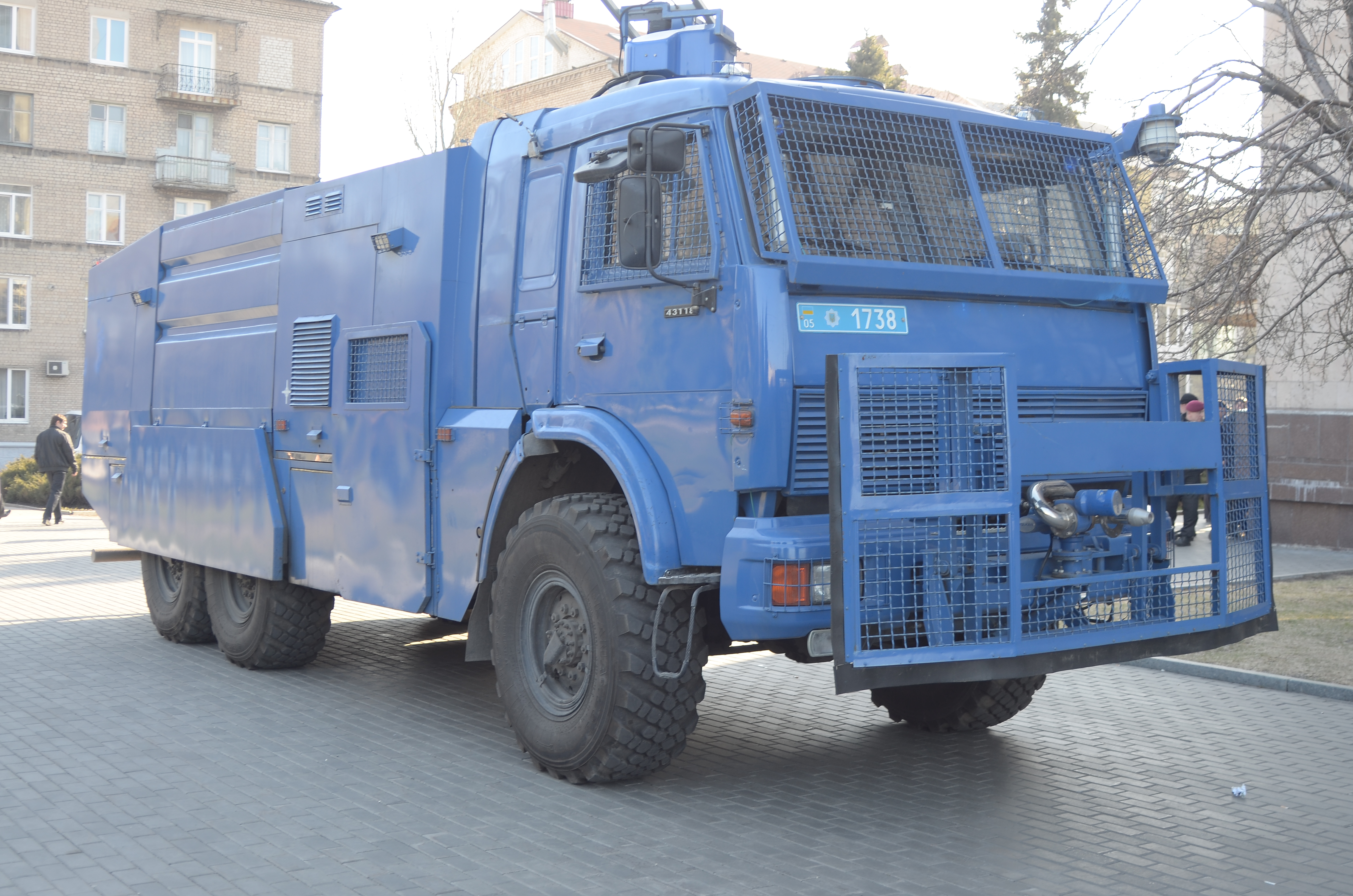
Водометный автомобиль на базе КамАЗ